# Abismo Laurenciano
O abismo laurenciano é uma fossa abissal na costa atlântica do Canadá. Possui uma profundidade aproximada de 6000 metros.